# Station Luzarches
Station Luzarches is een spoorwegstation aan de spoorlijn Montsoult-Maffliers - Luzarches. Het ligt in de Franse gemeente Luzarches in het departement Val-d'Oise (Île-de-France).

## Geschiedenis
Het station werd op 1 mei 1880 geopend bij de opening van de spoorlijn Montsoult-Maffliers - Luzarches.

## Ligging
Het station ligt op kilometerpunt 35,500 van de spoorlijn Montsoult-Maffliers - Luzarches (nulpunt op station Paris-Nord).

## Diensten
Het station wordt aangedaan door treinen van Transilien lijn H tussen Paris-Nord en dit station.

## Vorig en volgend station
| Richting | Vorig station | Lijn    | Volgend station | Richting   |
| -------- | ------------- | ------- | --------------- | ---------- |
| Eindpunt | Eindpunt      | Trans H | Seugy           | Paris-Nord |

## Galerij

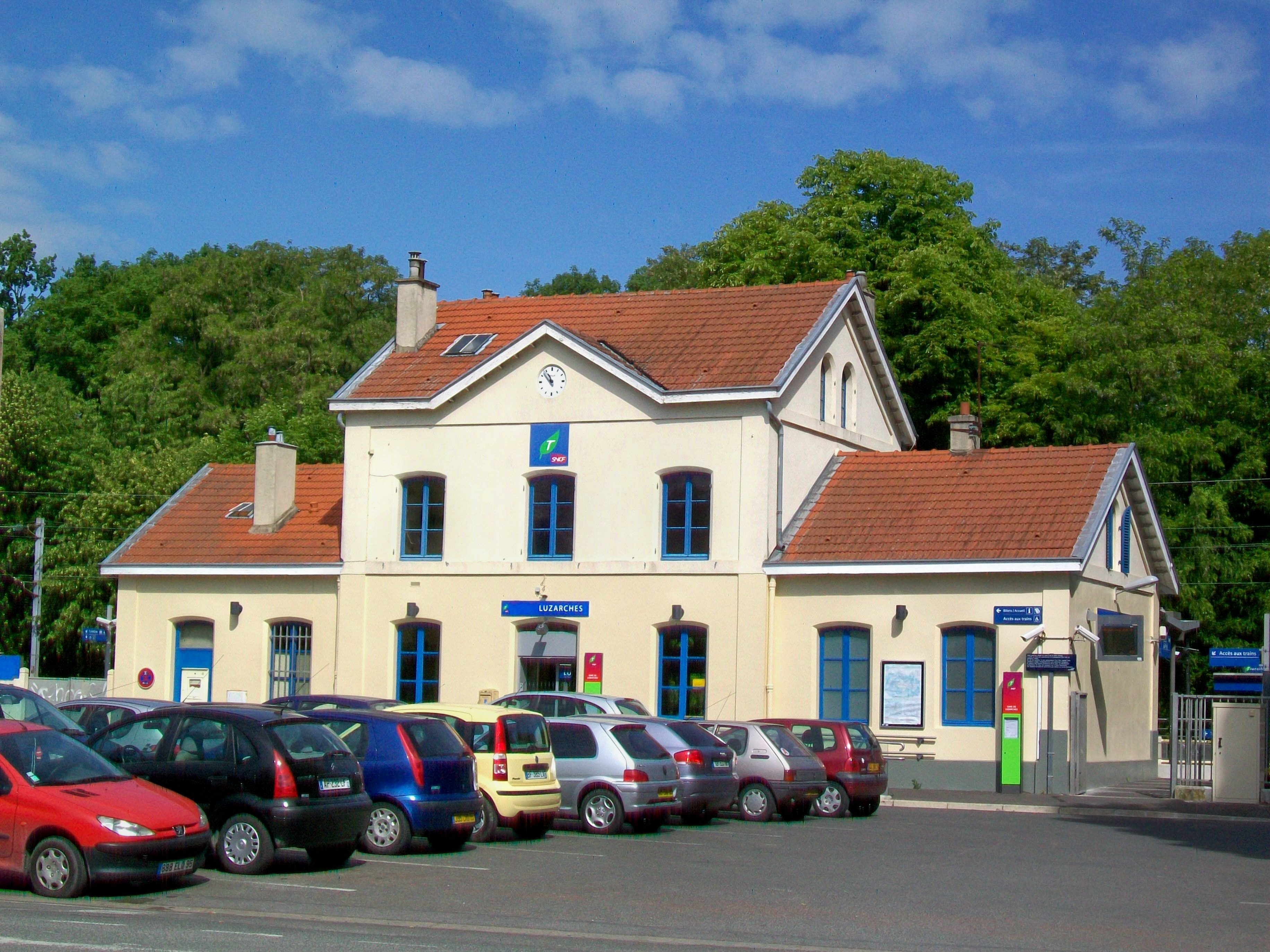
Het stationsgebouw
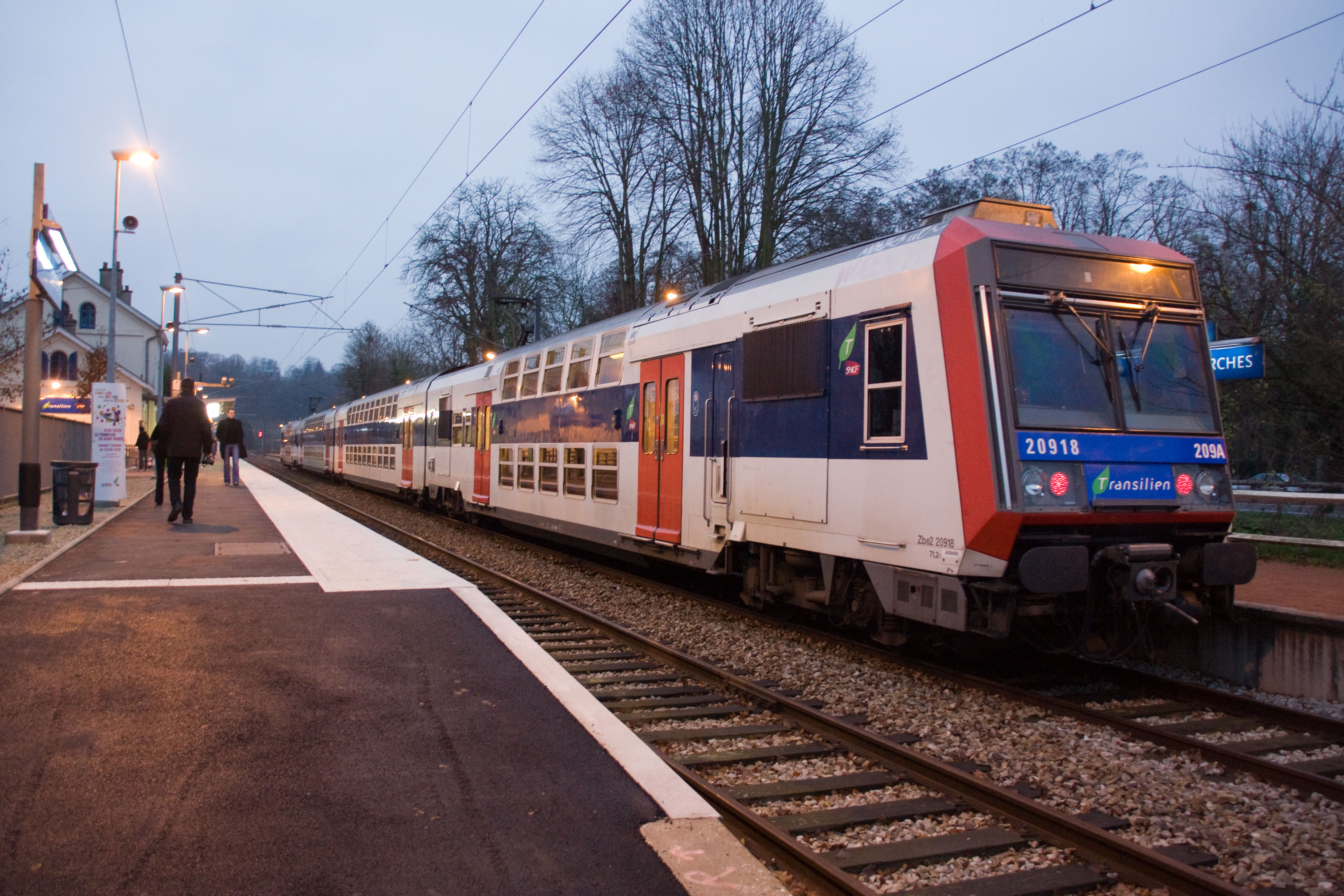
Z 20900-treinstel op het station.
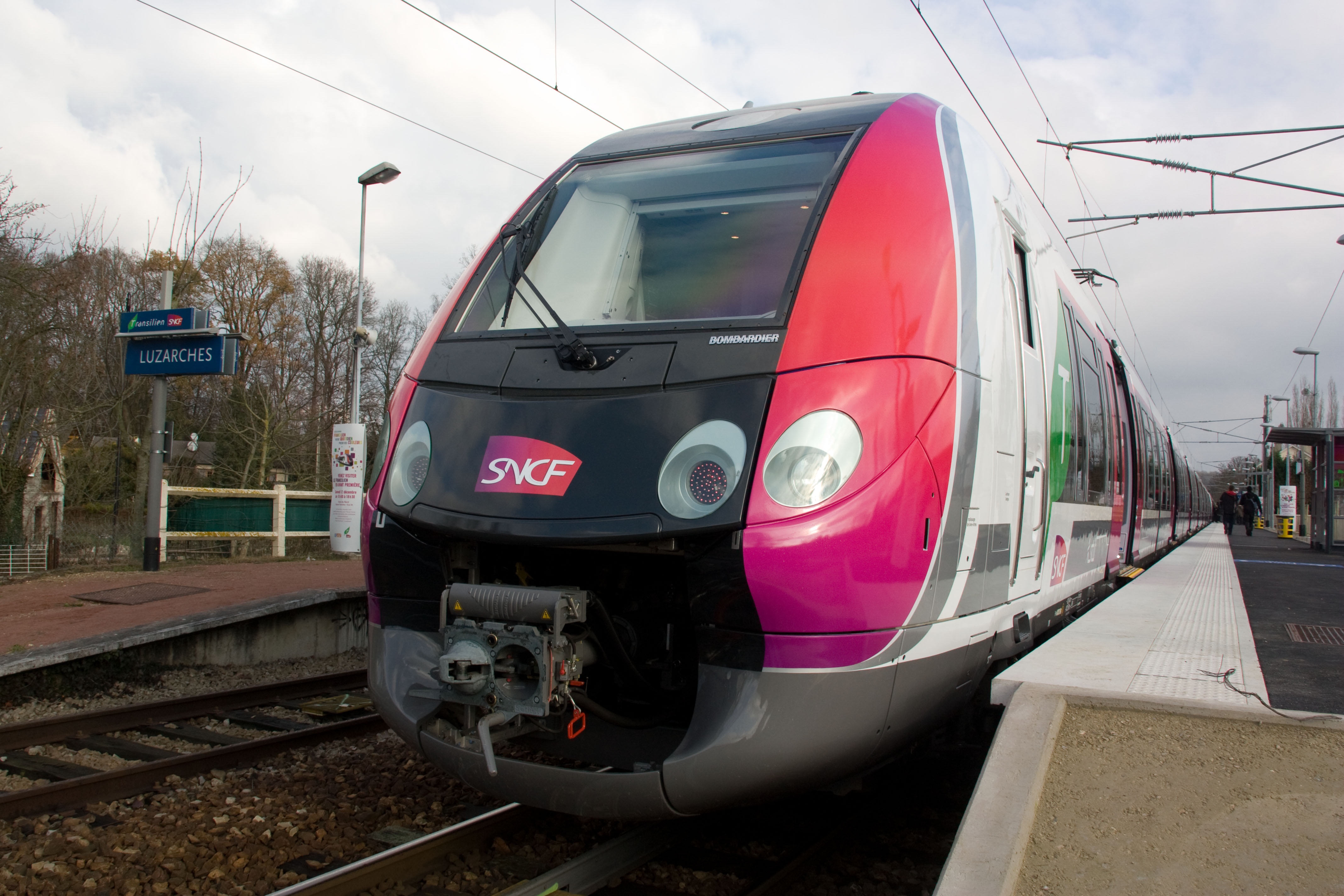
Z 50000-treinstel op het station.
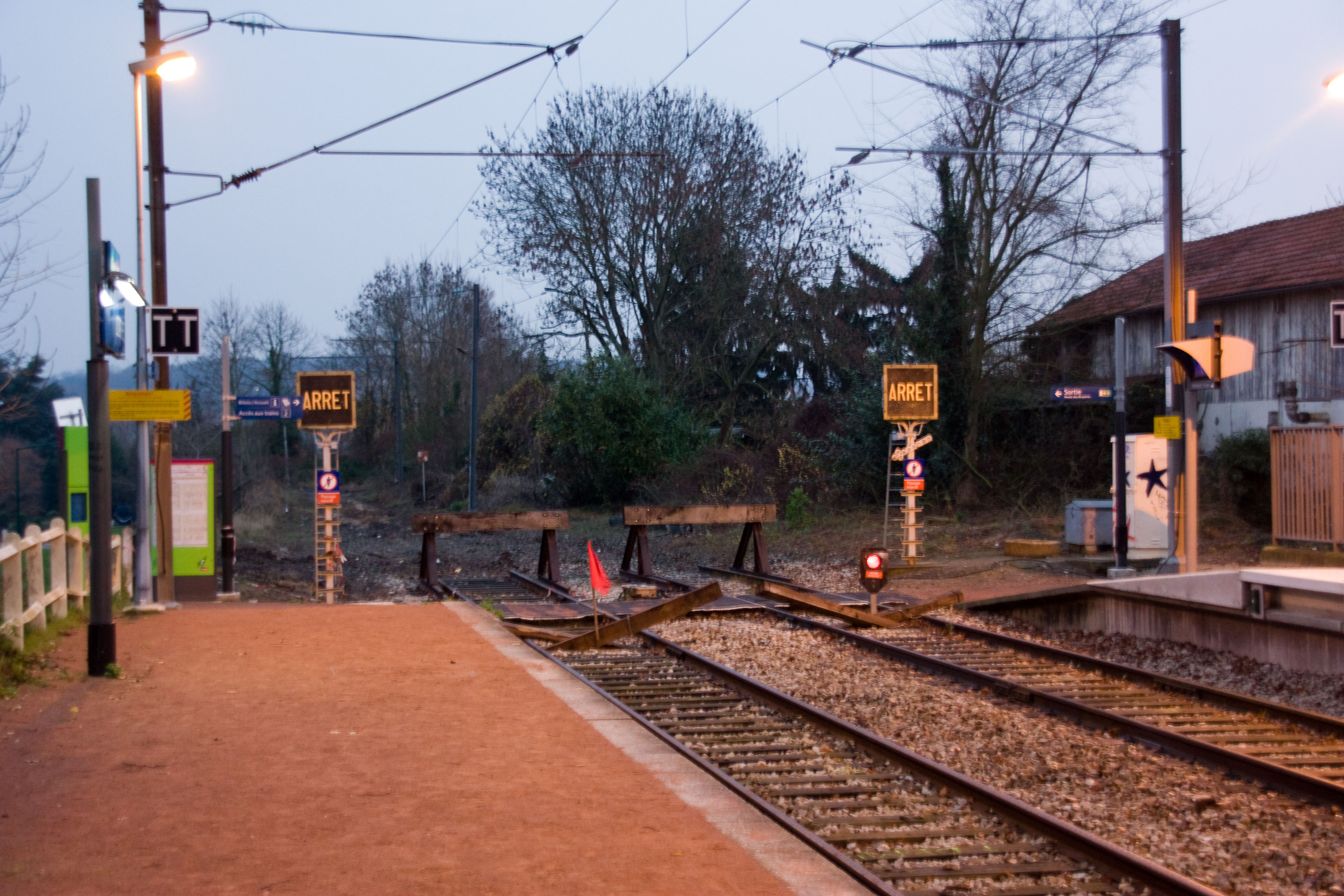
Het abrupte einde van de spoorlijn Montsoult-Maffliers - Luzarches